# Carl Korn
Carl Korn (ur. 29 października 1852 w Wadowicach, zm. 20 stycznia 1906 w Bielsku) – architekt i budowniczy pochodzenia żydowskiego, tworzący głównie w Bielsku. Był jednym z twórców wielkomiejskiego wizerunku centrum tego miasta.

## Życiorys

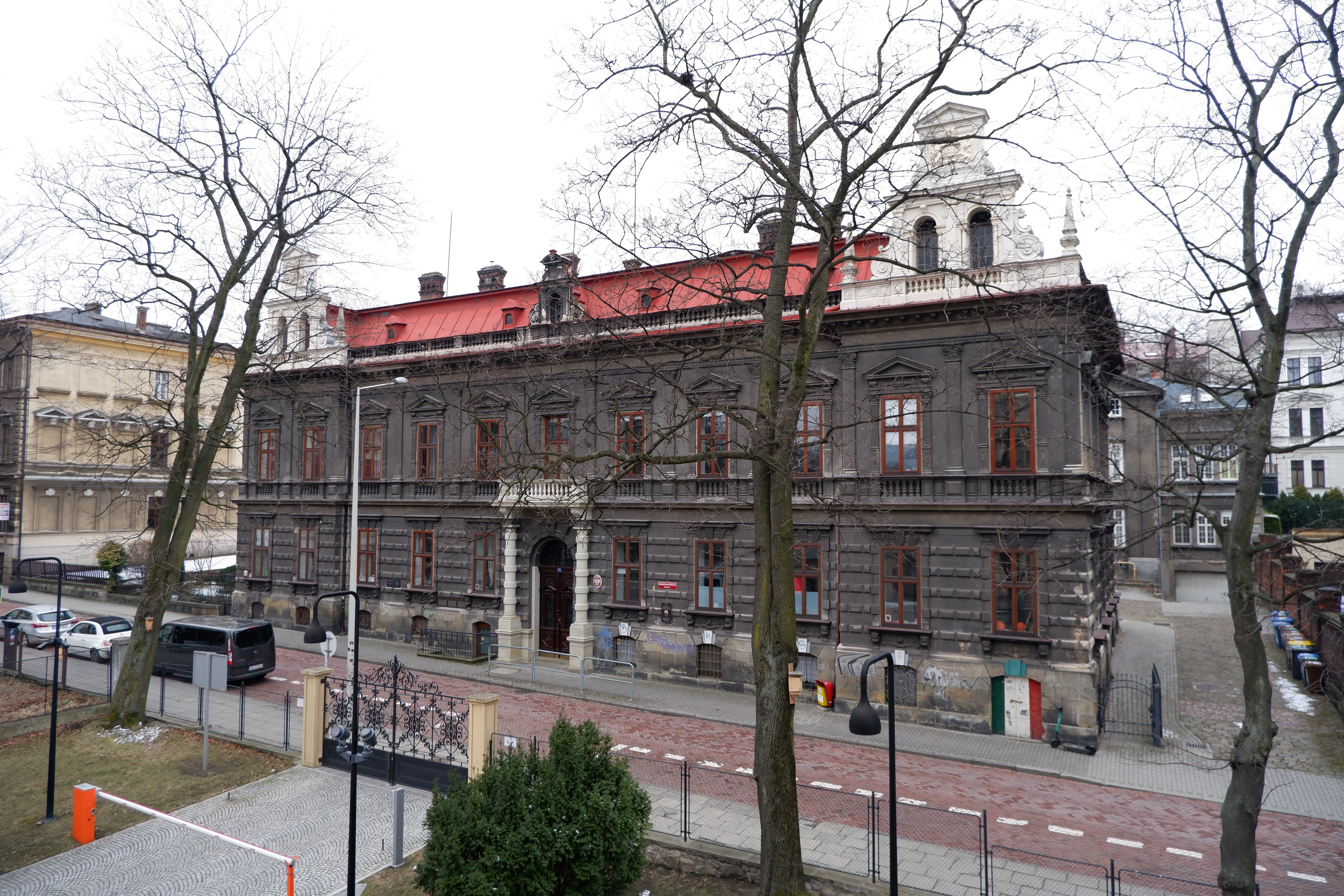
Dom własny Carla Korna (1883)

Urodził się w Wadowicach jako Karpel Korn w rodzinie żydowskiego kupca Simona Korna (ok. 1815–1901) i Cäcilie Zilki z domu Adler (1829–1884). Zapewne po przeprowadzce z galicyjskich Wadowic do śląskiego Bielska, gdzie przeważali postępowi niemieccy Żydzi, zmienił imię z jidyszowego Karpel na Carl. Uczęszczał do szkoły w Opawie, którą ukończył z najlepszym wynikiem. Następnie studiował na Politechnice w Karlsruhe i na Politechnice oraz na Akademii Sztuk Pięknych w Wiedniu (pod kierunkiem profesorów architektury Heinricha von Ferstela i Theophila von Hansena).
Był asystentem w szkole technicznej w Brnie, a potem w Bielsku. Najszerzej znany jest dzięki działalności swojej firmy budowlano-architektonicznej „Karl Korn” (koncesja na prowadzenie w 1882; firma działała także po śmierci Carla Korna pod dawną nazwą, ale kierowana przez syna Felixa). Był też właścicielem cegielni, kamieniołomu w Straconce (należącego wcześniej do jego brata, Juliusza) i tartaku, a przez pewien czas (ok. 1889–1904) hotelu Kaiserhof (dziś President) w Bielsku. W uznaniu dla jego pracy, otrzymał od cesarza Austrii, Franciszka Józefa I, tytuł cesarsko-królewskiego radcy budowlanego (kaiserlicher und königlicher Baurat). Sprawował funkcję przewodniczącego Towarzystwa Budowlanego, był założycielem Związku Wsparcia przy Uniwersytecie Wiedeńskim, członkiem korporacji Franconia oraz członkiem Zarządu Izraelickiej Gminy Wyznaniowej w Bielsku. Był filantropem; wspierał finansowo ubogie dzieci i studentów bez względu na ich wyznanie. Posiadał w swojej firmie budowlanej własną jednostkę straży pożarnej, co było wówczas rzadkością.
Jego żoną była Paula z domu Tugendhat (1858–1929), z którą miał trzech synów: Felixa, Ottona i Fritza. Zmarł w Bielsku. Jest pochowany obok żony na cmentarzu żydowskim przy ulicy Cieszyńskiej. Podczas II wojny światowej jego grobowiec został zdewastowany, a nagrobek – skradziony. Nowy, ufundowany przez rodzinę, został odsłonięty 9 września 2009. Jego autorem i wykonawcą jest Andrzej Strączek. Na nagrobku zostali upamiętnieni także syn Felix Korn i jego żona Stefania, którzy zmarli w czasie wojny w Kazachstanie. W 1998 Korn został uhonorowany przez władze Bielska-Białej ulicą swojego imienia. Rodzina Carla Korna do dziś mieszka w Bielsku-Białej.

## Główne dzieła
W Bielsku-Białej:
- Dworzec Główny
- Hotel President
- Budynek Poczty Głównej
- Budynek Sądu Rejonowego

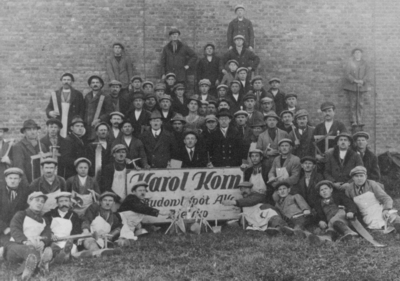
Dyrekcja i pracownicy przedsiębiorstwa budowlanego Karol Korn i S-ka Bielsko

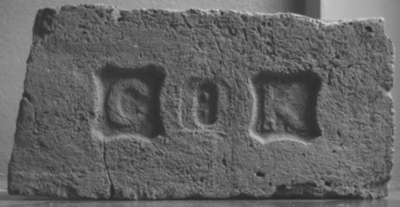
XIX-wieczna cegła z cegielni sygnowana literami C K = Carl Korn

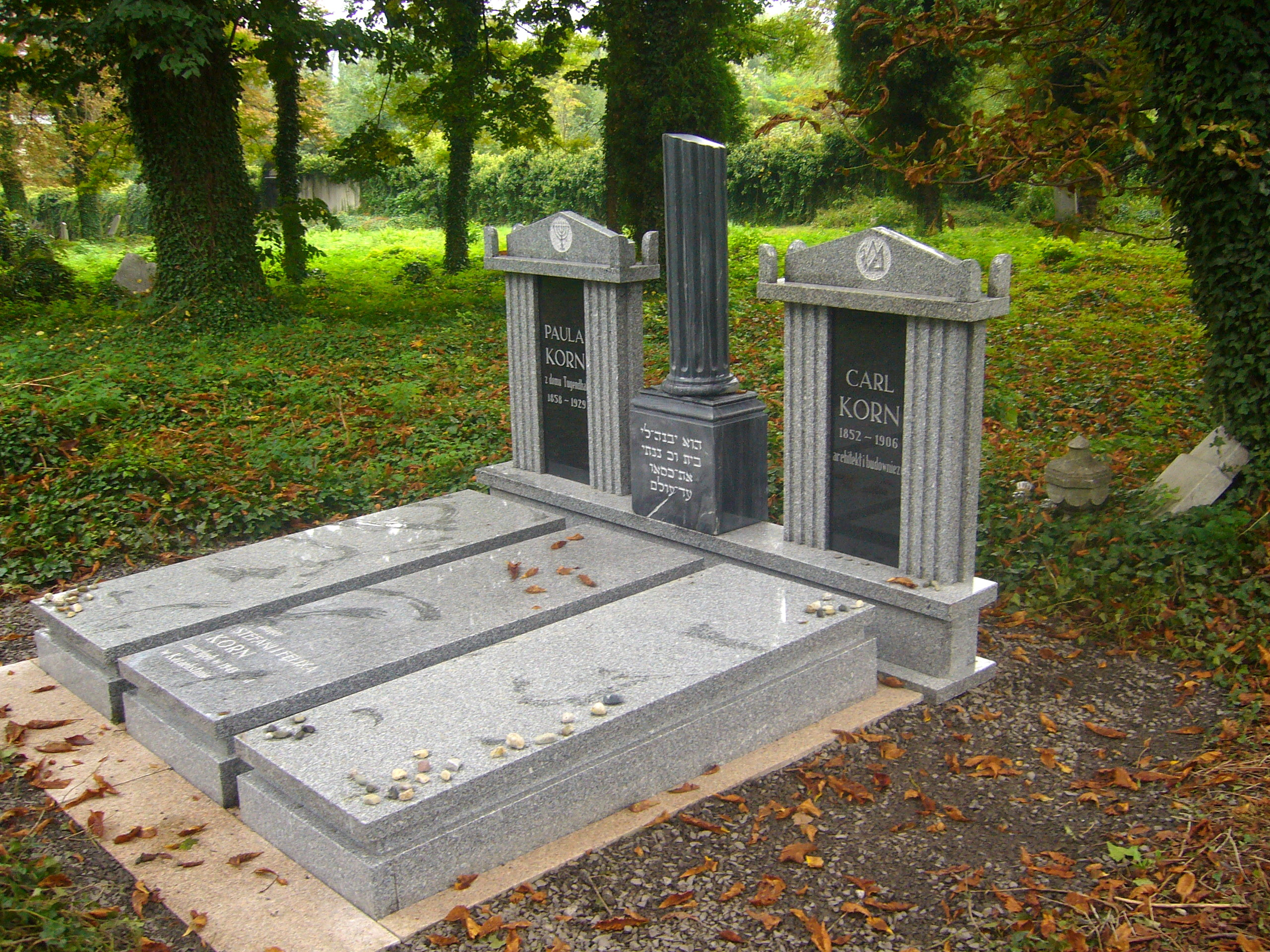
Grób Carla i Pauli Kornów na cmentarzu żydowskim w Bielsku-Białej

- Szpital Miejski, obecnie Szpital Ogólny im. dr Edmunda Wojtyły
- Budynek Komunalnej Kasy Oszczędności (dawna restauracja "Patria")
- Kamienice przy ul. 3 Maja
- Kamienice przy ul. Mickiewicza
- Kamienice przy ul. 11 Listopada
- Budynek straży pożarnej przy ul. Sobieskiego
- Budynek straży pożarnej przy pl. Ratuszowym
- Willa Theodora Sixta
- Synagoga przy ul. 3 Maja
- Synagoga przy ul. Krakowskiej
- Dom przedpogrzebowy na cmentarzu żydowskim
- Schronisko na Szyndzielni

W innych miastach:
- Stara Warzelnia w Browarze Żywieckim
- Wielka Synagoga w Oświęcimiu
- Synagoga w Wadowicach
- Synagoga w Andrychowie
- Hotel Royal w Krakowie
- Fabryka Mebli Giętych w Jasienicy
- Kościół rzymskokatolicki pw. Jana Chrzciciela w Choczni
- Kościół rzymskokatolicki pw. Matki Bożej Nieustającej Pomocy w Krzeszowie koło Żywca
- Kościół rzymskokatolicki pw. Narodzenia Najświętszej Maryi Panny w Porąbce koło Kęt
- Kościół rzymskokatolicki pw. Szymona i Judy Tadeusza w Kozach koło Bielska-Białej